# FanGraphs
FanGraphs.comはFanGraphs社が運営する野球のウェブサイトである。専門家や野球シンクタンクと提携してメジャーリーグの統計データや分析記事を提供している。
2005年にファンタジーベースボール愛好家のDavid Appelmanが開設した。当初は彼の趣味であるファンタジーベースボールに有用な情報を提供するウェブサイトだったが、現在は主にメジャーリーグの分析にシフトしている。

## 概要
Baseball Reference等と並んで最も有名な野球データサイトの1つである。メジャーリーグの歴史上全ての選手のデータが掲載されている。セイバーメトリクスによる分析記事が多数掲載されており、この分野についても有名である。セイバーメトリクスで選手の貢献度を測る総合指標WARの算出を行っている。

## 主なコンテンツ
- FanGraphs　メジャーリーグの統計データや分析記事、選手のプロフィールや移籍市場、成績予測等が掲載されている。
- RotoGraphs　ファンタジーベースボールのアドバイスや分析を行っている。
- NotGraphs　定量分析に拘らない様々な野球の記事を掲載する場を提供している[2]。
- Community Research　コミュニティブログの読者がFanGraphsを通じて記事や書き込みを共有する場である。
- FanGraphs Library Stat Glossary　セイバーメトリクスの用語解説ページ[3]。